# San Andrés Duraznal
San Andrés Duraznal é um município do estado do Chiapas, no México. A população do município calculada no censo 2005 era de 3.145 habitantes.